# Publi Corneli Lèntul Espinter (qüestor 44 aC)
Publi Corneli Lèntul Espinter (llatí: Publius Cornelius P. f. P. n. Lentulus Spinther) va ser un magistrat romà. Era fill del cònsol de l'any 57 aC Publi Corneli Lèntul Espinter. Com el seu pare, formava part de la branca dels Cornelis Lèntuls, de la gens Cornèlia, una antiga família romana.
L'any 57 aC quan el seu pare va ser cònsol, va assolir la toga viril, cosa que voldria dir que devia néixer l'any 74 aC. El mateix 57 aC va ser elegit àugur; per això, va ser necessari que un membre de la gens Mànlia l'adoptàs formalment, perquè no hi podia haver dos membres del col·legi d'àugurs de la mateixa gens i ja en formava part Faust Corneli Sul·la. Com va fer el seu pare, va inclinar-se pel partit de Pompeu en comptes del de Juli Cèsar. Sembla que va anar a Alexandria després de la mort de Pompeu, per intercedir davant Cèsar pels pompeians i per ell mateix. Cèsar el perdonà i després va tornar a Itàlia.
L'any 45 aC es va divorciar de la seva dona Cecília Metel·la perquè duia una vida suposadament alegre. Poc després, es va relacionar amb Ciceró, i tenia estreta relació amb Marc Juni Brutus. Després de l'assassinat de Cèsar l'any 44 aC, es va unir obertament als conspiradors republicans, i el senat el va enviar com a proqüestor a l'Àsia, al servei del procònsol Gai Treboni que governava la província en nom dels republicans. Quan Dolabel·la va vèncer i matar a Treboni, Espinter va assumir el títol de propretor, i va enviar un informe a Roma en el que exagerava els seus propis serveis.
Va donar diners a Cassi perquè pogués lluitar contra Dolabel·la. Va acompanyar a Cassi en la lluita i va batre moneda en el seu nom amb la figura i títol de Libertas. Va lluitar també per Cassi contra Rodes i per Brutus a Lícia. Després de la batalla de Filipos es va poder escapar.